# 1883
Cette page concerne l'année 1883 (MDCCCLXXXIII en chiffres romains) du calendrier grégorien.
L'année 1883 est une année commune qui commence un lundi.

## Événements
- 20 mars : convention de Paris sur la protection de la propriété intellectuelle. Réalisation de l’Union pour la protection internationale de la propriété industrielle (système des brevets)[1].

### Afrique

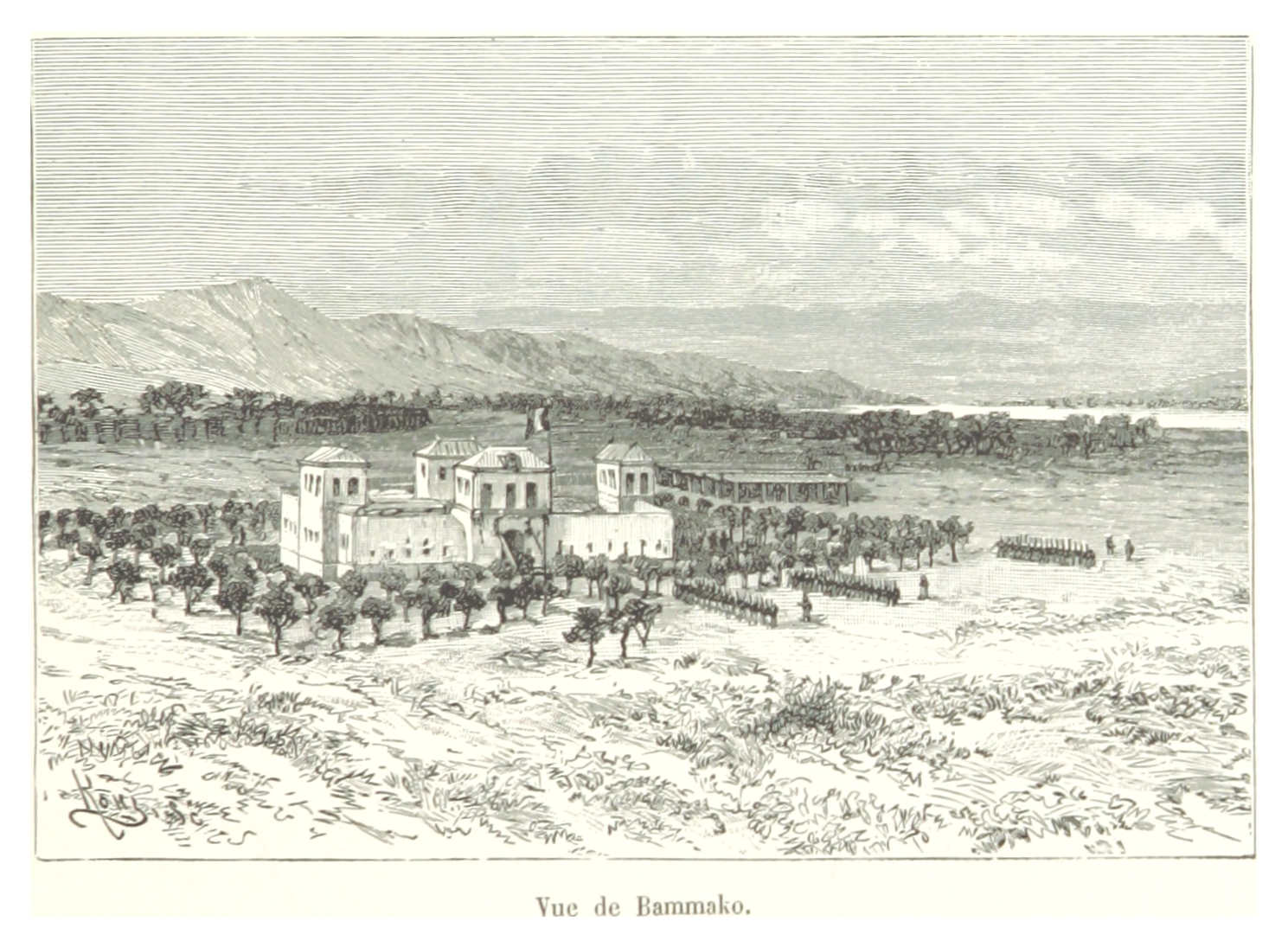
Vue du fort de Bamako.

- 1er février : Gustave Borgnis-Desbordes occupe Bamako. Il commence le 5 février la construction d’un poste fortifié destiné à faire face aux attaques d’Ahmadou au nord et de Samori Touré au sud[2].
  - Partis du Sénégal, les Français avancent vers le lac Tchad et le Niger ; l’empire d’Ahmadou est coupé en deux parties. Celui-ci proteste contre ces empiètements territoriaux, mais comme la menace se précise, il préfère abandonner Ségou à son fils et se rendre maître de Nioro, malgré la résistance de son frère Mountaga, qui refuse de l’accueillir dans la ville qu’il gouverne. Les Français coupent alors les communications entre Ségou et Nioro (1885)[3].
- 8 mars : le roi des Ashanti Mensa Bonsu Kumaa est déposé[4]. Difficultés politiques et guerre civile en Asante (1883-1888).
- 12 mars : le lieutenant de vaisseau Robert Cordier négocie un traité de reconnaissance pour la France sur le royaume Loango (Congo)[5].
- 30 mars : victoire des Mandlakazi sur les Usuthu à la bataille de la Msebe pendant la guerre civile zouloue[6]
- 9 mai : Paul Kruger devient le président de la république du Transvaal en Afrique du Sud[7]. Il rejette le projet britannique d’une confédération regroupant en une Union sud-africaine la colonie du Cap, le Natal, le Transvaal et l’Orange.
- 12 mai, Sud-Ouest africain : les Allemands s’installent à Angra Pequena qu’ils rebaptisent Lüderitz Bucht[8].
- 15 mai : blocus de l’île de Madagascar et occupation de Majunga par la marine de guerre française. Le Premier ministre Rainilaiarivony refuse l’ultimatum de l’amiral Pierre. Les Français occupent plusieurs villes du littoral (1883-1885)[9].
- 26 mai : L'émir algérien Abd el-Kader meurt en Syrie à Damas .
- Juin : début de l’expédition de Henry Edward O’Neill, consul britannique au Mozambique jusqu’au lac Chilwa (fin en février 1884)[10].

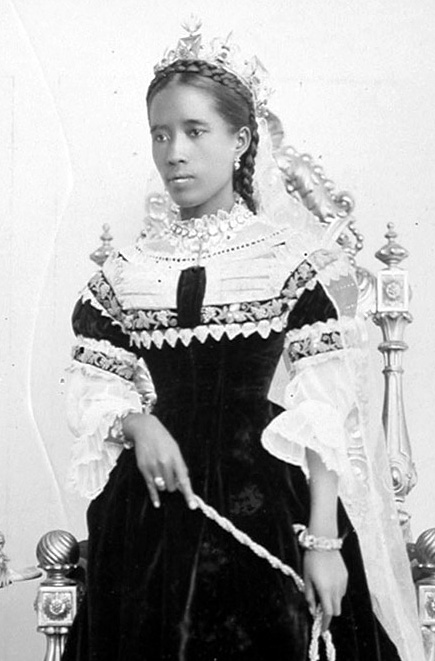
Ranavalona III, vers 1890-1895.

- 13 juillet : la reine Ranavalona II meurt et Rainilaiarivony épouse une jeune fille de 22 ans qui devient reine le 22 novembre sous le nom de Ranavalona III[11].
- 19 juillet : décret du Gouvernement de Jules Ferry acceptant le protectorat de la France sur Petit-Popo, Grand-Popo, Porto-Seguro (Agbodrafo) et Agoué au Togo et au Bénin actuels. À la fin de l’année, s’ouvre un dialogue entre Bismarck et Jules Ferry par personnes interposées sur les questions coloniales[12].
- 21 juillet : victoire des Mandlakazi et des Ngenetsheni sur les Usuthu à la bataille d’oNdini pendant la guerre civile zouloue[6].
- 3 septembre[13] : Borgnis-Desbordes, à qui on reproche les pertes humaines consécutives aux trois campagnes qu’il a menées (229 hommes dont 194 Européens) et la lenteur des travaux du chemin de fer de Kayes vers Bamako (mortalité considérable des travailleurs marocains et chinois), est remplacé par le lieutenant-colonel Boilève, et les opérations militaires sont suspendues. Le 18 décembre, le Parlement refuse le vote des crédits demandés pour la poursuite des travaux et la construction de la ligne de chemin de fer est arrêtée[14].
- 11 octobre : le négociant de Brême, Adolf Lüderitz, débarque au Sud-Ouest africain[15]. Une flotte allemande y amène bientôt des missionnaires.
- 22 novembre : début du règne de Ranavalona III, reine de Madagascar (fin en 1885)[11].
- Novembre : Samori Touré détruit l’État animiste du Konyan (en)[16] et exige la conversion des vaincus à l’islam.
- 16 décembre : décret relatif à l’organisation des Établissements français du golfe de Guinée[17].

- En pays bamum (Cameroun), le sultan Njoya accède au pouvoir[18]. Il réussit à contrer les attaques des Peuls et introduit une religion syncrétiste islamo-chrétienne (1916). Il fait édifier le splendide palais royal à Foumban (1926) et invente une écriture vernaculaire qu’il impose dans les écoles. Njoya modernise la métallurgie (hauts-fourneaux), fait fabriquer des moulins à maïs et une imprimerie. Une nouvelle législation agraire favorise les plantations et une ferme modèle est bâtie à Mantum.

#### Afrique du Nord
- 3 janvier : la Grande-Bretagne évince la France et organise l’occupation de l’Égypte, officiellement provisoire. Elle envisage d’évacuer le pays en 1884, date à laquelle elle souhaite l’avoir affranchi de la tutelle ottomane[19].
- 19 janvier, Soudan : le Mahdi, s’empare d’El Obeid, la capitale du Kordofan après 4 mois de siège[20].
- 4 février : constitution d’un secrétariat général du gouvernement tunisien chargé de contrôler les ministres du bey[21].
- 8 juin : par les conventions de La Marsa, la France se porte garante de la dette de la Tunisie[22]. En contrepartie, le bey doit renoncer à lever tout impôt sans autorisation. Le gouverneur général (français) doit être le ministre des Affaires étrangères du bey.
- 25 juin : début de l’expédition de De Foucauld au Maroc (fin le 23 mai 1884)[23].

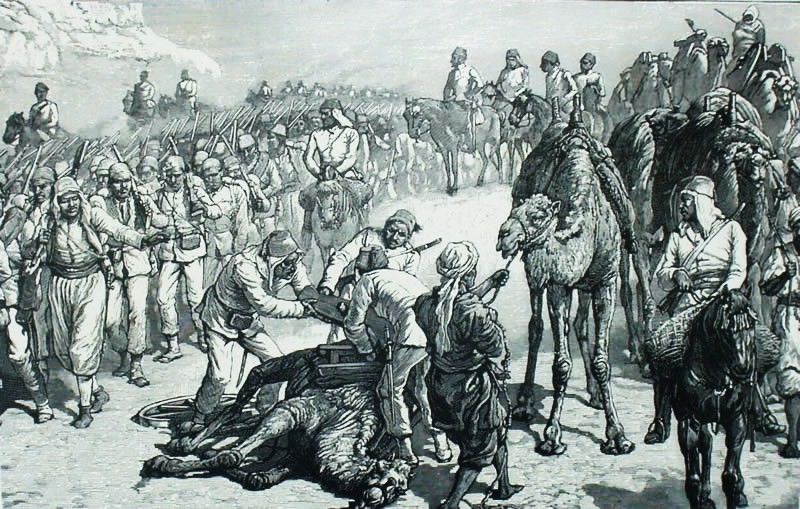
L’armée de Hicks Pacha en marche.

- 9 septembre, Khartoum : début de l’intervention britannique à la suite de la révolte des Mahdistes[24].
- 11 septembre : Evelyn Baring est nommé consul général et agent diplomatique de la Grande-Bretagne en Égypte (1883-1907)[25]. Il dispose d’une autorité presque illimitée. La présence britannique a pour effet de renforcer le sentiment national égyptien.
- 5 novembre, Soudan : le Mahdi, qui a occupé le Kordofan, défait les troupes égyptiennes conduites par le général britannique Hicks Pacha à la bataille de Shakyan, au sud d’El Obeid[20], puis occupe sans difficultés le Darfour et le Bahr El-ghazal.

- Le sultan du Maroc nomme un fonctionnaire chérifien à Figuig, proche de la frontière algérienne[26]. Il reprend la souveraineté sur l’oasis devenue le foyer d’une résistance à l’occupation française (Cheikh Bouamama).

### Amérique
- 10 juillet : victoire chilienne décisive sur le Pérou à la bataille de Huamachuco[27].
- 20 octobre : paix d’Ancón entre le Pérou et le Chili, qui met fin à la guerre du Pacifique[28]. Le Chili vainqueur annexe les provinces d’Antofagasta, de Tarapacá et de Tacna et devient le pays des nitrates et du cuivre.
- 18 novembre : le Canada et les États-Unis adoptent le Temps universel à la suite de la Conférence de Washington[29].

### Asie et Pacifique
- 10 janvier : création de la Régie des tabacs ottomans, financée par des capitaux franco-allemands[30]. Tous les cadres sont étrangers. Elle deviendra le symbole du capitalisme européen dans l’Empire ottoman.
- 2 février, Inde : présentation de la loi Ilbert (Ilbert bill) qui donne aux juges indiens des tribunaux criminels la possibilité de juger même les Européens[31]. Soutenue par le gouverneur libéral Lord Ripon, la loi provoque la résistance de la communauté européenne (White Mutiny). Le projet de loi amendé est cependant adopté le 25 janvier 1884.
- 2 mars : ouverture de l’École des beaux-arts à Istanbul, dirigée par l’archéologue Osman Hamdi[32]. Le recrutement est largement non musulman, les Arméniens étant majoritaires dans les promotions d’étudiants.

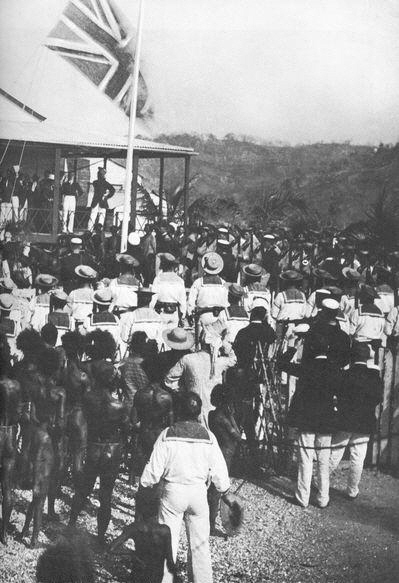
Le drapeau britannique flotte en Nouvelle-Guinée.

- 4 avril : le sud-est de la Nouvelle-Guinée est annexée par le Queensland australien au nom de la Grande-Bretagne, afin de freiner les revendications allemandes[33].
- 19 mai, Tonkin : le commandant Henri Rivière trouve la mort en défendant la forteresse d’Hanoï, attaquée par les Pavillons Noirs encouragés par les troupes vietnamiennes et la présence de forces chinoises venues du Yunnan. Il est ensuite décapité. La France décide l’envoi d’un corps expéditionnaire[34].
- 19 juillet : mort de l’empereur d’Annam Tu Duc[34].
- 3 août : Ito Hirobumi (1841-1909) rentre au Japon après un séjour en Europe[35]. Il est nommé ministre des Affaires constitutionnelles. Il prépare la future Constitution.
- 19-21 août : l’amiral Courbet remporte la bataille de Hué. Massacre des soldats annamites[34].
- 25 août : traité de Hué. L’empire d’Annam reconnaît le protectorat de la France. L’Annam obtient une relative autonomie, tandis que le Tonkin devient un protectorat qui équivaut à une quasi-annexion. Les ports de Qui-Nhon, Tourane et Xuang-Day sont ouverts au commerce. La France voit surtout dans l’occupation de l’Annam un accès au marché chinois. L’empereur d'Annam Ham Nghi résiste par la guérilla à l’occupation française avec l’aide de la Chine (1883-1888). La Chine rejette le traité ce qui provoque la guerre entre la Chine et la France à l’automne (fin en 1885), dont l’issue laisse aux Français les mains libres dans la péninsule indochinoise[34].

- 26-27 août : située entre Java et Sumatra, le Krakatoa, dont le nom signifie « mont silencieux », connaît un cycle éruptif très violent dont les déflagrations s’étendent jusqu’à Singapour et en Australie. L'effondrement du cratère détruit par l’explosion provoque un immense tsunami, dont les vagues font le tour de la Terre et qui fait 36 417 morts sur les côtes de Java[36],[37].
- 1er septembre, Indochine : victoire française sur les Pavillons Noirs à la bataille de Palan ; soldats annamites, Chinois et Pavillons Noirs se replient sur Sontay[38].
- 17 décembre, Indochine : prise de Sontay par les troupes françaises au Tonkin ; elles avancent jusqu’à la frontière chinoise[38].
- 28 décembre, Inde : ouverture de la conférence du parti bengalais Bharat Sabha[39]. Ses membres réclament un accès plus diversifié aux emplois pour les Indiens et la possibilité de participer de façon plus significative à la vie politique.

- Mort à La Mecque du Kurde Ubayd Allah[40]. Le cheikh est considéré comme la première grande figure du nationalisme kurde. Il en fit une question internationale dès lors qu’il menaçait le tracé des frontières turco-perses.

### Europe
- 15 mars : loi Belcredi instituant l’inspection du travail en Autriche[41].
- 10 avril : début de la publication à Bakhchisaray (Crimée) du journal pan-turc Terdjüman (l’Interprète) d'Ismail Gasprinski[42].
- 3 mai : loi sur les sectes en Russie, donnant le droit de culte mais limitant strictement leurs activités et rappelant l’interdiction des conversions d’orthodoxes[43].
- 15 juin : le Reichstag adopte la loi sur l’assurance maladie, financée au 2/3 par les cotisations ouvrières et 1/3 par les patrons[44].
- 21 juillet : fondation de l’Alliance française, à l'initiative de Paul Cambon et Pierre Foncin[45].
- 3 août, Hongrie : affaire de Tiszaeszlár. À l’issue d’un procès pour « meurtre rituel », les Juifs accusés sont acquittés[46].
- 7 septembre[47] : victoire des radicaux de Nikola Pašić, défenseurs de la petite paysannerie, aux élections à la Skouptichina en Serbie. Le roi Milan Obrenović maintient au pouvoir le parti progressiste qui lui est favorable en dissolvant la nouvelle assemblée, ce qui provoque des troubles[48].
- 8 septembre : le premier ministre roumain Ion Brătianu rend visite à Bismarck à Gastein[49].
- 18 septembre : le prince Alexandre Ier Battenberg rétablit la Constitution de 1879 en Bulgarie. Il favorise la formation d’un gouvernement national (conservateurs minoritaires et libéraux majoritaires), s’affirmant ainsi aux dépens des Russes[50].
- 25 septembre : fondation à Genève du groupe Emancipation du travail (avec les anciens populistes en exil Plekhanov, Axelrod, Zassoulitch), point de départ du marxisme russe[51]. Le parti marxiste russe est formé entraînant des troubles dans le pays. Premiers cercles marxistes en Russie, vite démantelés par la police.
- 28 septembre : arrestation du socialiste polonais Ludwik Waryński, fondateur du parti Prolétariat[52]. Ce parti révolutionnaire internationaliste se veut proche des populistes russes, en prônant notamment le recours à la lutte armée.
- 1er octobre : fondation à Mannheim de la société Benz & Cie[53].
- 15 octobre : entrée en vigueur de la loi interdisant la corruption électorale au Royaume-Uni (Corrupt and Illegal Practices Prevention Act)[54].
- 30 octobre : signature d’une alliance défensive secrète entre la Roumanie et l’Autriche face à une éventuelle attaque de la Russie (1883-1916), rejoints par l’Allemagne dans le cadre de l’alliance des trois empereurs de 1872[55].

## Naissances en 1883
- 1er janvier : 
  - Federigo Tozzi, écrivain italien († 21 mars 1920).
  - Abel Pann, peintre, lithographe et graveur israélien originaire de l'Empire russe († 1963).
- 6 janvier :
  - Florenz Ames, acteur américain († 11 février 1958).
  - Khalil Gibran, peintre et écrivain libanais († 10 avril 1931).
- 8 janvier : Pavel Filonov, peintre russe puis soviétique († 3 décembre 1941).
- 10 janvier :
  - Francis X. Bushman, acteur et réalisateur américain († 23 août 1966).
  - Oscar Goerke, coureur cycliste sur piste américain († 12 décembre 1934).
- 12 janvier :
  - Gaston Hoffmann, peintre, décorateur, dessinateur, illustrateur et caricaturiste français († 16 décembre 1977).
  - Thubten Chökyi Nyima, 9e panchen-lama du Tibet († 1er décembre 1937).
- 13 janvier : François-Maurice Roganeau, peintre, illustrateur et sculpteur français († 30 juin 1973).
- 15 janvier : Lucien Pothier, coureur cycliste français († 29 avril 1957).
- 18 janvier : Maurice Joron, peintre français († 4 octobre 1937),
- 19 janvier : Hermann Abendroth, chef d'orchestre allemand († 29 mai 1956).
- 23 janvier : André Barbier, peintre français († 2 décembre 1970).
- 24 janvier : Georges Villa, dessinateur, caricaturiste, graveur, lithographe et illustrateur français († 19 novembre 1965).
- 26 janvier : Édouard Touraine, peintre et illustrateur français († 25 octobre 1916).
- 28 janvier : Gustav-Adolf Mossa, peintre symboliste français († 25 mai 1971).
- 29 janvier: Emmanuel Gondouin, peintre cubiste français († 6 janvier 1934).
- 30 janvier :
  - Eddie Collins, acteur américain († 2 septembre 1940).
  - Peeter Süda, compositeur estonien († 3 août 1920).

- 2 février : Mikhaïl Gnessine, compositeur russe puis soviétique († 5 mai 1957).
- 3 février : Camille Bombois, peintre français († 11 juin 1970).
- 4 février : Alberto Jiménez Fraud, pédagogue espagnol († 23 avril 1964).
- 5 février : Sax Rohmer, romancier britannique († 1er juin 1959).
- 6 février : Louis Darragon, coureur cycliste français († 28 avril 1918).
- 8 février :
  - Pierre Galle, peintre, illustrateur et sculpteur français († 11 novembre 1960).
  - Joseph Schumpeter, théoricien et économiste austro-américain († 8 janvier 1950).
- 9 février :
  - Fritz August Breuhaus de Groot, architecte, ensemblier et designer allemand († 1960).
  - Jules Berry, acteur et réalisateur français († 23 avril 1951).
  - Jean-Gabriel Goulinat, peintre français († 20 juillet 1972).
- 11 février : Paul von Klenau, compositeur danois († 31 août 1946).
- 16 février : Marie Noël, poétesse française († 23 décembre 1967).
- 18 février : Tom Walls, acteur, réalisateur, producteur et scénariste britannique († 27 novembre 1949).
- 22 février : Harry Depp, acteur américain († 31 mars 1957).
- 23 février :
  - Ludwig Bergsträsser, historien, professeur de science politique et homme politique allemand († 23 mars 1960).
  - Victor Fleming, réalisateur américain († 6 janvier 1949).
- 24 février :
  - Amleto Cicognani, cardinal italien, secrétaire d'État († 17 décembre 1973).
  - Olaf Nelson, homme politique et figure du mouvement anticolonial samoan († 28 février 1944).

- 1er mars : Arthur Pasquier, coureur cycliste français († 7 décembre 1963).
- 2 mars : Leonard Colebrook, physiologiste et bactériologiste anglais († 27 septembre 1967).
- 3 mars : Sanzō Wada, costumier et peintre japonais († 22 août 1967).
- 4 mars: Léon Gambey, peintre, dessinateur et illustrateur français († 1er décembre 1914).
- 5 mars :
  - Marius Barbeau, anthropologue, ethnologue, folkloriste canadien († 27 février 1969).
  - Edwin Carewe, réalisateur, acteur, producteur et scénariste américain († 22 janvier 1940).
- 6 mars : Bachisio Raimondo Motzo, historien et philologue italien († 14 juin 1970).
- 8 mars :
  - Jean-Louis Boussingault, peintre, graveur et illustrateur français († 17 mai 1943).
  - René Pinard, peintre et graveur français († 2 mai 1938).
- 9 mars :
  - Vladimir Antonov-Ovseïenko, dirigeant bolchevique et diplomate soviétique d'origine ukrainienne († 10 février 1938).
  - Umberto Saba, écrivain et poète italien († 25 août 1957).
- 13 mars : Enrico Toselli, pianiste et compositeur italien († 15 janvier 1926).
- 15 mars :
  - József Egry, peintre hongrois († 19 juin 1951).
  - Mollie Faustman, peintre, illustratrice, journaliste et autrice suédoise († 4 janvier 1966).
- 16 mars : Ersilio Ambrogi, homme politique  italien († 11 avril 1964).
- 17 mars : Charles-Clos Olsommer, peintre suisse († 3 juin 1966).
- 19 mars : Pepete (José Gallego Mateo), matador espagnol († 7 septembre 1910).
- 21 mars : Jules Van Nuffel, chanoine et compositeur belge († 29 juin 1953).
- 23 mars : Kitaōji Rosanjin, peintre japonais († 21 décembre 1959).
- 28 mars : Theodore Douglas Robinson, homme politique américain († 10 avril 1934).

- 1er avril :
  - Karl Arnold, dessinateur, caricaturiste et peintre allemand († 29 novembre 1953).
  - Lon Chaney, acteur de cinéma muet américain († 26 août 1930).
  - Fernand Fleuret, écrivain et poète français († 18 juin 1945).
- 2 avril : Alexis Gritchenko, peintre, aquarelliste, écrivain et critique d'art russe puis soviétique († 30 janvier 1977).
- 7 avril : Gino Severini, peintre italien († 26 février 1966).
- 14 avril : Louis Bach, footballeur français († 16 septembre 1914).
- 15 avril :
  - Stanley Bruce, homme d'État britannique puis australien († 25 août 1967).
  - Matteo Sandonà, peintre américain († 1964).
- 17 avril : Walter Wilhelm Goetze, compositeur allemand d'opérettes († 24 mars 1961).
- 18 avril : Henri Charlier, peintre et sculpteur français († 24 décembre 1975).
- 22 avril : Proch Pertchevitch Prochian, homme politique russe († 16 décembre 1918).
- 24 avril :
  - Ferdinand Capelle, compositeur, clarinettiste et chef d'orchestre français († 15 octobre 1942).
  - Jaroslav Hašek, écrivain tchèque († 3 janvier 1923).
- 27 avril : Hélène Guinepied, peintre et pédagogue française († 30 septembre 1937).
- 30 avril : Joseph Stany Gauthier, peintre, architecte-décorateur, enseignant et conservateur de musée français († 4 juin 1969).

- 9 mai :
  - Paula Gans, peintre austro-hongroise puis tchécoslovaque († 7 novembre 1941).
  - Pierre-Paul Montagnac, peintre et architecte décorateur français († 27 juin 1961).
- 10 mai :
  - Renato Natali, peintre italien († 7 mars 1979).
  - José Quirante, joueur et entraîneur de football espagnol († 30 mai 1964).
- 11 mai : Gaston Fontanille, entrepreneur, éditeur et escroc français († mars 1927).
- 14 mai : Juan Manén, violoniste et compositeur espagnol d'origine catalane († 26 juin 1971).
- 15 mai :
  - Lucian Bernhard, graphiste, affichiste, créateur de caractères, architecte d’intérieur et professeur allemand († 29 mai 1972).
  - Maurice Feltin, cardinal français, archevêque de Paris († 27 septembre 1975).
- 18 mai :
  - Walter Gropius, architecte, designer et urbaniste allemand († 5 juillet 1969).
  - Hasui Kawase, peintre et illustrateur japonais († 7 novembre 1957).
- 19 mai : Émile Perrin, peintre, graveur, architecte et décorateur français († 8 janvier 1943).
- 20 mai : Charles Cruchon, coureur cycliste français († 28 février 1956).
- 23 mai : Douglas Fairbanks, acteur de cinéma américain († 12 décembre 1939).
- 26 mai :
  - Désiré Cornuz, peintre paysagiste français († 17 avril 1917).
  - Mamie Smith, chanteuse de blues américaine († 16 septembre 1946).
- 28 mai : George Dyson, organiste et compositeur anglais († 28 septembre 1964).
- 31 mai : Sándor Galimberti, peintre hongrois († 20 juillet 1915).

- 1er juin :
  - Dezső Czigány, peintre hongrois († 31 décembre 1937).
  - Jules Merle, peintre français († 2 janvier 1978).
- 5 juin : John Maynard Keynes, économiste britannique († 21 avril 1946).
- 8 juin : Henry E. Burel, peintre, poète et illustrateur français († 4 mars 1967).
- 9 juin : Libero Bovio, parolier et poète dialectal napolitain († 26 mai 1942).
- 14 juin : Armando Casalini, homme politique italien († 12 septembre 1924).
- 15 juin : Charles Laite, acteur britannique († 17 février 1937).
- 20 juin : Francisco José de Oliveira Viana, juriste, historien, sociologue, homme politique et journaliste brésilien († 28 mars 1951).
- 22 juin : Albert Bülow, homme politique allemand († 10 février 1961).
- 24 juin : Jean Metzinger, peintre et graveur français († 3 novembre 1956).

- 1er juillet : István Friedrich, footballeur et homme politique hongrois († 25 novembre 1951).
- 3 juillet : Franz Kafka, écrivain tchèque († 3 juin 1924).
- 4 juillet :
  - Guillaume Dulac, peintre français († 21 novembre 1929).
  - Maximilian Steinberg, compositeur russe de musique classique et professeur de musique († 6 décembre 1946).
- 7 juillet : Toivo Kuula, compositeur et chef d'orchestre finlandais († 18 mai 1918).
- 13 juillet : Hinko Smrekar, dessinateur, peintre, illustrateur et caricaturiste serbe puis yougoslave († 1er octobre 1942).
- 14 juillet : Cees van der Aa, peintre et marchand d'art néerlandais († 31 juillet 1950).
- 15 juillet :
  - Joseph Crehan, acteur américain († 15 avril 1966).
  - Louis Lavelle, philosophe français († 1er septembre 1951).
- 17 juillet : Georges Lorgeou, coureur cycliste français († 5 mai 1957).
- 18 juillet : Lev Kamenev, révolutionnaire et homme politique russe puis soviétique († 25 août 1936).
- 19 juillet : Louis Paulhan, pionnier français de l'aviation († 10 février 1963).
- 22 juillet : Michele Bianchi, journaliste et homme politique italien († 3 février 1930).
- 24 juillet : Klaus Pringsheim, chef d'orchestre, compositeur, professeur de musique et critique musical allemand († 7 décembre 1972).
- 25 juillet : Louis Massignon, orientalise français († 31 octobre 1962).
- 29 juillet :
  - Benito Mussolini, journaliste et homme d'État italien, fondateur du fascisme et président du Conseil du royaume d'Italie († 28 avril 1945).
  - Armando Spadini, peintre italien († 31 mai 1925).
- 31 juillet :
  - Erich Heckel, peintre allemand († 27 janvier 1970).
  - Jenő Karafiáth, homme politique hongrois († 26 mai 1952).
- 1er août : Edith Pretty, propriétaire terrienne anglaise († 17 décembre 1942).
- 4 août :
  - Jean Marquet, écrivain français en Indochine († 31 mai 1954).
  - René Schickele, écrivain alsacien, essayiste et traducteur († 31 janvier 1940).
- 12 août :
  - Arthur Aylesworth, acteur américain († 26 juin 1946).
  - Marion Lorne, actrice américaine († 9 mai 1968).
- 15 août :
  - Claude Bils, peintre, dessinateur, caricaturiste français († 29 janvier 1968).
  - Matveï Korgouïev, conteur et auteur de contes russe puis soviétique († 4 juillet 1943).
- 19 août : Coco Chanel, modiste et grande couturière française, fondatrice d'une maison de haute couture († 10 janvier 1971).
- 21 août :
  - Lucien Chevaillier, pianiste, compositeur et critique musical français († 3 février 1932).
  - Victor Perret, homme politique français († 6 août 1941).
  - Giuseppe Savini, musicien italien († 1950).
- 24 août : Amedeo Bocchi, peintre italien († 16 décembre 1976).
- 30 août :
  - Donato Frisia, peintre italien († 13 décembre 1953).
  - Theo van Doesburg, peintre néerlandais († 7 avril 1931).

- 1er septembre :
  - Anna Blake Mezquida, femme de lettres américaine († 12 mars 1965).
  - Albert Schmidt, peintre suisse († 15 décembre 1970).
- 7 septembre : Theophrastos Sakellaridis, compositeur, chef d'orchestre grec († 2 janvier 1950).
- 8 septembre : Sossipatré Assathiany, homme politique géorgien  († 22 juillet 1971).
- 9 septembre : Omer Beaugendre, coureur cycliste français († 20 avril 1954).
- 12 septembre : Walter Rütt, coureur cycliste allemand († 23 juin 1964).
- 16 septembre : Neely Edwards, acteur américain († 10 juillet 1965).
- 17 septembre :
  - Hans-Erdmann von Lindeiner-Wildau, homme politique allemand († 24 décembre 1947).
  - Henry Valensi, peintre, réalisateur, animateur et théoricien de l'art français († 21 avril 1960).
- 21 septembre : Gaston Chopard, peintre animalier, graveur et décorateur français († 19 décembre 1942).
- 23 septembre : Grigori Zinoviev,  révolutionnaire bolchevik russe puis soviétique († 25 août 1936).
- 26 septembre : Edmond Heuzé, peintre, dessinateur, graveur, illustrateur et écrivain français († 4 mars 1967).
- 27 septembre :
  - Émile Dorrée, peintre français († 4 février 1959).
  - Georges Le Serrec de Kervily, peintre symboliste ukrainien de naissance, d'origine française natturalisé américain († 24 février 1952).

- 1er octobre : Gabriel Deluc, peintre français († 15 septembre 1916).
- 3 octobre :
  - Earl Dwire, acteur américain († 16 janvier 1940).
  - Dmitri Manouïlski, militant communiste et diplomate russe puis soviétique († 22 février 1959).
- 6 octobre : José Carlos de Macedo Soares, juriste, historien et homme politique brésilien († 29 janvier 1968).
- 8 octobre : Paul Loubradou, peintre et homme politique français († 7 mars 1961).
- 10 octobre : Adolf Joffé, homme politique russe puis soviétique († 16 novembre 1927).
- 13 octobre :
  - José María Albiñana, homme politique et médecin neurologue espagnol († 23 août 1936).
  - Nikolaï Krestinski, homme politique russe puis soviétique († 15 mars 1938).
- 15 octobre :
  - Achille Mauzan, peintre, illustrateur, affichiste, sculpteur et écrivain français († 15 juin 1952).
  - André Spitz, peintre et dessinateur de timbres français († 24 août 1977).
- 20 octobre : Dmitri Koloupaïev, peintre, chef décorateur et directeur artistique russe puis soviétique († 27 mai 1954).
- 21 octobre : Shena Simon, femme politique, féministe, pédagogue et écrivaine britannique († 17 juillet 1972).
- 22 octobre : Othon Coubine, peintre français († 7 octobre 1969).
- 23 octobre : Hugo Wast, écrivain et homme politique argentin  († 28 mars 1962).
- 27 octobre : Antonio-Aparisi Serres, médecin et écrivain franco-espagnol († 15 juin 1956)
- 28 octobre : Clovis Cazes, peintre français († 1918 ou 1922).
- 31 octobre : Marie Laurencin, peintre français († 8 juin 1956).

- 1er novembre : Charles Gir, peintre, sculpteur, dessinateur, affichiste et caricaturiste français († 22 mars 1941).
- 2 novembre : Eberardo Pavesi, coureur cycliste italien († 11 novembre 1974).
- 7 novembre : Valerio Valeri, cardinal italien de la curie romaine († 22 juillet 1963).
- 8 novembre :
  - Arnold Bax, compositeur anglais († 3 octobre 1953).
  - Vatslaw Lastowski, homme politique, historien et écrivain russe puis soviétique († 23 janvier 1938).
- 10 novembre : Hashimoto Kansetsu, peintre japonais du style nihonga († 26 février 1945).
- 15 novembre : Augustin Barié, organiste et compositeur français († 22 août 1915).
- 16 novembre :
  - Martin Bloch, peintre anglo-allemand († 19 juin 1954).
  - Édouard Richard, peintre français († 13 novembre 1955).
- 17 novembre : Eugène Blot, peintre décorateur, dessinateur, paysagiste, professeur et corniste français († 1976).
- 18 novembre : Matt Briggs, acteur américain († 10 juin 1962).
- 19 novembre : Roman Dyboski, philologue et chercheur en littérature, polonais († 1er juin 1945).
- 20 novembre : Edwin August, acteur, réalisateur et scénariste américain († 4 mars 1964).
- 23 novembre : José Clemente Orozco, peintre et muraliste mexicain († 7 septembre 1949).
- 25 novembre :
  - Percy Marmont, acteur anglais († 3 mars 1977).
  - Paul Villiers, peintre et artiste décorateur français († 27 août 1914).
- 28 novembre : Rory O'Connor, activiste républicain irlandais († 8 décembre 1922).
- 29 novembre : Joseph Dezitter, sculpteur sur bois, graveur, aquarelliste et écrivain français († 17 août 1957).
- 30 novembre : Louis Billotey, peintre français († 14 juin 1940).

- 1er décembre :
  - Luigi Ganna, coureur cycliste italien († 2 octobre 1957).
  - Henriette Morel, peintre française († 24 mars 1956).
- 3 décembre : Anton von Webern, compositeur et chef d'orchestre autrichien († 15 septembre 1945).
- 4 décembre :
  - Felice Casorati, peintre italien († 1er mars 1963).
  - Raymond Quibel, peintre et décorateur français († 18 septembre 1978).
- 11 décembre : Arthur Schlageter, sculpteur et peintre suisse († 30 octobre 1963).
- 13 décembre : « El Gordito » (José Carmona García), matador espagnol († 14 mai 1951).
- 14 décembre :
  - Marie Calvès, peintre française († 26 janvier 1957).
  - Morihei Ueshiba, japonais, fondateur de l'aïkido († 26 avril 1969).
- 16 décembre :
  - Henri Doucet, dessinateur et peintre français († 5 mars 1915).
  - Robert Dugas-Vialis, peintre français († 7 décembre 1965).
  - Max Linder, acteur et réalisateur français († 31 octobre 1925).
- 17 décembre :
  - Blanka Mercère, peintre polonaise († 16 décembre 1937).
  - Pedro Parages, footballeur franco-espagnol († 15 février 1950).
  - Raimu, comédien français († 20 septembre 1946).
- 18 décembre :
  - Charles Funck-Hellet, médecin, auteur et peintre luxembourgeois-français († 8 février 1976).
  - Felipe Sánchez-Román, juriste et homme politique espagnol († 21 janvier 1956).
- 19 décembre : Francis Barry Byrne, architecte américain († 17 décembre 1967).
- 21 décembre : Serranito (Hilario González Delgado), matador espagnol († 13 octobre 1908).
- 22 décembre :
  - Marcus Hurley, coureur cycliste sur piste américain († 28 mars 1941).
  - Edgar Varèse, compositeur américain d'origine française († 6 novembre 1965).
- 24 décembre :
  - Stojan Aralica, peintre serbe puis yougoslave († 4 février 1980).
  - Antoine Fauré, coureur cycliste français († 9 septembre 1954).
  - Henri Hayden, peintre et lithographe français d'origine polonaise († 12 mai 1970).
  - Charles Emmanuel Jodelet, peintre et illustrateur français († 3 janvier 1973).
  - Wilfred Noy, acteur, scénariste, réalisateur et producteur britannique († 29 mars 1948).
- 25 décembre : Maurice Utrillo, peintre français († 5 novembre 1955).
- 27 décembre :
  - Eddie Boland, acteur américain († 3 février 1935).
  - Louis Doignon, haut fonctionnaire, militant socialiste et franc-maçon français († 13 octobre 1975).
- 28 décembre : Mannois Kalomíris, compositeur grec († 3 avril 1962).
- 29 décembre : Maurice Pigeon, peintre français († 6 juin 1944).
- 30 décembre :
  - Frédéric Deshayes, peintre et lithographe figuratif français († 1970).
  - Lester Patrick, joueur, entraîneur et directeur-gérant canadien de hockey sur glace († 1er juin 1960).

- Date non précisée :
  - Mirzaagha Aliyev, acteur russe puis soviétique († 25 octobre 1954).
  - Latino Barilli, peintre italien († 26 juillet 1961).
  - Gabriel Brun-Buisson, peintre français († 3 octobre 1959).
  - Frédérique Charlaix, peintre française († mai 1939).
  - Florent, peintre français d'art brut († 1955).
  - Léopold Gottlieb, peintre polonais († 24 avril 1934).
  - André Moufflet, grammairien et critique littéraire français († 1948).
  - Hay Plumb, réalisateur, acteur et scénariste britannique († 1960).
  - Emilio Sommariva, photographe et peintre italien († 1956).
  - Jâleh Qâem-Maqâmi, poètesse iranienne de langue persane.

## Décès en 1883
- 5 janvier : Auguste Clésinger, peintre et sculpteur français (° 22 octobre 1814).
- 9 janvier : Alexis-Michel Eenens, lieutenant-général, homme politique et historien militaire belge (° 29 juin 1805).
- 23 janvier : Gustave Doré, dessinateur, graveur et sculpteur français (° 6 janvier 1832).
- 24 janvier : Friedrich von Flotow, compositeur allemand (° 27 avril 1812).
- 12 février : Euphémie Didiez, peintre française (° 1er juin 1823).
- 13 février : Richard Wagner, compositeur allemand (° 22 mai 1813).
- 15 février : Heinrich Friedrich von Itzenplitz, homme politique, biologiste et juriste prussien (° 23 février 1799).
- 17 février : Napoléon Coste, guitariste, compositeur, et pédagogue français (° 27 juin 1805).
- 26 février : Miguel Ângelo Lupi, peintre portugais (° 8 mai 1826).
- 3 mars : Prosper Lafaye, peintre, dessinateur et maître-verrier français (° 23 septembre 1806).
- 5 mars : Firmin Bernicat, compositeur d'opérettes français (° 13 janvier 1842).
- 6 mars : Leopold von Meyer, pianiste et compositeur autrichien (° 20 décembre 1816)
- 14 mars :
  - Jean-Baptiste Fauvelet, peintre et lithographe français (° 9 juin 1819).
  - Karl Marx, historien, journaliste, philosophe, économiste, sociologue, essayiste et théoricien révolutionnaire socialiste et communiste allemand (° 5 mai 1818).
- 23 mars : Arthur Macalister, homme politique britannique (° 1818).
- 7 avril : Lucien Létinois, ami de Paul Verlaine (° 27 février 1860).
- 10 avril : Emilie Mayer, compositrice allemande (° 14 mai 1812).
- 12 avril : Moritz Blanckarts, peintre allemand (° 16 avril 1839).
- 18 avril : Édouard Roche, astronome français (° 17 octobre 1820).
- 20 avril : Wilhelm Peters, zoologiste et un explorateur allemand (° 22 avril 1815).
- 24 avril : Pierre Laplanche, peintre et sculpteur français (° 15 mars 1803).
- 30 avril : Édouard Manet, peintre français (° 23 janvier 1832).
- 2 mai : Steen Andersen Bille, navigateur, homme politique et explorateur danois (° 5 décembre 1797).
- 6 mai : Eva Gonzalès, peintre impressionniste française (° 19 avril 1849).
- 17 mai : Lydia Pinkham, herboriste américaine (° 9 février 1819).
- 24 mai :
  - L'émir Abd El-Kader, homme politique, écrivain et humaniste né dans la Régence d'Alger (° 6 septembre 1808).
  - Joseph-André Gatteyrias, orientaliste et explorateur français (° 11 janvier 1855).
- 16 juin : Leonid Solomatkine, peintre de genre russe (° 1837).
- 2 juillet : Pierre Auguste Cot, peintre français (° 17 février 1837).
- 9 juillet : Hermanus-Franciscus Van den Anker, peintre néerlandais (° 14 juillet 1832).
- 21 juillet : Charles Guilbert d'Anelle, peintre français (° 21 novembre 1820).
- 11 août : Édouard Louis Dubufe, peintre français (° 31 mars 1819).
- 24 août : Henri d'Artois, comte de Chambord, aîné des Capétiens et chef de la maison de France (° 29 septembre 1820).
- 26 août : Philippe Rondé, peintre, dessinateur et illustrateur français (° 1815).
- 30 août : Gabriele Castagnola, peintre italien (° 14 novembre 1828).
- 3 septembre : Ivan Tourgueniev, écrivain russe (° 9 novembre 1818).
- 16 septembre : Junius Brutus Booth, Jr.,  acteur et administrateur de théâtre américain (° 22 décembre 1821).
- 18 septembre : Antoinette Fage, Mère Marie de Jésus, religieuse, fondatrice (° 7 novembre 1824).
- 27 septembre : Oswald Heer, géologue et naturaliste suisse (° 31 août 1809).
- 5 octobre : Joachim Barrande, géologue et paléontologue français (° 11 août 1799).
- 14 octobre : Adolphe Martial Potémont, peintre, aquafortiste et graveur français (° 10 février 1827).
- 19 octobre : Enrico Gamba, peintre italien (° 3 janvier 1831).
- 27 octobre : Jean-Pierre Boyer-Bazelais, homme politique haïtien (° 24 mai 1833).
- 28 octobre : Henri de Bonnechose, cardinal français, archevêque de Rouen (° 30 mai 1800).
- 29 octobre : Johann Vesque von Püttlingen, compositeur autrichien (° 23 juillet 1803).
- 5 novembre : Friedrich Wilhelm von Redern, homme politique et compositeur allemand (° 9 décembre 1802).
- 12 novembre : Jules Costé, avocat et compositeur français d'opérette et d'opéra-comique (° 13 février 1828).
- 2 décembre : André Simiot, compositeur et auteur dramatique français (° 10 avril 1815).
- 3 décembre : André Jolly, baron, lieutenant général et homme politique belge (° 13 avril 1799).
- 7 décembre : Charles Ignace Auguste Jacques Offenbach, compositeur français (° 24 mai 1862).
- 9 décembre : Ulysse Butin, peintre français (° 15 mai 1838).
- 10 décembre : Francisco Vargas Fontecilla, avocat, homme de lettres et homme politique chilien  (° 27 avril 1824).
- 26 décembre : Giacomo Di Chirico, peintre italien (° 27 janvier 1844).
- Date inconnue :
- Abdülkerim Nadir Pacha, chef militaire de l'Empire ottoman  (° 1807).